# نهر إسكر
نهر إسكر (بالإنجليزية: Iskar)‏ (باللغة البلغارية:Искър) يَبلغ طوله 368 كم، وأطول نهر في بلغاريا، وأحد روافد نهر الدانوب.
يتشكل نهر إسكر من ثلاثة روافد (بيلي إسكر، ليفي إسكر، شارني إسكر)، وينزل النهر من منحدرات جبال ريلا ويملأ سد إسكر الكبير في بلغاريا وهو أكبر سد في بلغاريا، ليشكل بحيرة بانشروف.
النهر يمر بضواحي العاصمة صوفيا، ويمر عبر ممر صخري ضيق في جبال البلقان على طول 22 كم، ويمر بسبع مقاطعات في بلغاريا، ويعتبر نهر إسكر المصدر الرئيسي للمياه في بلغاريا.

## جيولوجيا
في الجيولوجيا نهر إسكر هو أقدم نهر بالبلقان، وهو الوحيد الذي حافظ على الإتجاه الأصلي رغم التغيرات الجيولوجية الهامة في مراحل لاحقة.

## الأهمية الإقتصادية
نهر إسكر يُعتبر أهم مصادر توليد الكهرباء ومصادر المياه في بلغاريا، وتعتبر محطة بانشروف من المحطات المهمة في توليد الطاقة الكهرومائية عند سد إسكر.
كما تستخدم مساحة النهر في ري مساحات واسعة من الأراضي الزراعية. واستخدم النهر قديما للنقل لكن بعد لم يعد كذلك بعد إنشاء السكك الحديدية والطرق.
ويشكل النهر جذب سياحي كبير، لما يملك من مظاهر طبيعية للتنزه وتسلق الجبال والصيد والتخييم في الكهوف.

## معرض الصور
|  |  |